# Bostra exigua
Bostra exigua är en insektsart som först beskrevs av Scudder, S.H. 1875.  Bostra exigua ingår i släktet Bostra och familjen Diapheromeridae. Inga underarter finns listade.